# Pruchnik (gmina)
Pruchnik est une gmina mixte du powiat de Jarosław, Basses-Carpates, au sud-est de la Pologne. Son siège est la ville de Pruchnik, qui se situe environ 17 km au sud-ouest de Jarosław et 39 km à l'est de la capitale régionale Rzeszów.
La gmina couvre une superficie de 78,26 km2 pour une population de 9 551 habitants.

## Géographie
Outre la ville de Pruchnik, la gmina inclut les villages de Hawłowice, Jodłówka, Kramarzówka, Rozbórz Długi, Rozbórz Okrągły, Rzeplin et Świebodna.
La gmina borde les gminy de Dubiecko, Kańczuga, Krzywcza, Roźwienica et Zarzecze.